# Ионосьян, Владимир Абрамович
Владимир Абрамович Ионосьян (4 [17] июля 1905 — 3 августа 1943) — участник Великой Отечественной войны, Герой Советского Союза, гвардии лейтенант, командир взвода 27-го гвардейского стрелкового полка 11-й гвардейской стрелковой дивизии 11-й гвардейской армии Западного фронта.

## Биография
Родился 4 (17) июля 1905 года в городе Баку Бакинской губернии Российской империи (ныне столица Азербайджана) в армянской семье рабочего. После окончания средней школы работал на нефтепромыслах Апшерона, затем жил и работал в городе Дмитрове Московской области. В конце 1930-х годов работал на строительстве канала Москва-Волга.
В августе 1941 года Дмитровским горвоенкоматом был призван в ряды Красной Армии и уже через месяц в составе действующей армии вёл бои с гитлеровцами. Отлично проявленное ориентирование на местности и тактическая выучка не остались не замеченными командованием, и Ионосьян был направлен на офицерские фронтовые курсы младших лейтенантов, которые успешно окончил в 1942 году.
Молодой офицер особо отличился в сражении на Курской дуге и в наступательных боях летом 1943 года. Так, 12 июля командир взвода 27-го гвардейского стрелкового полка 11-й гвардейской стрелковой дивизии 11-й гвардейской армии гвардии лейтенант Ионосьян при прорыве вражеской обороны у села Ульяново с группой бойцов ворвался в траншею противника. В рукопашной схватке бойцы уничтожили 68 гитлеровских солдат и пять офицеров, 18 солдат были захвачены в плен. В этой короткой, но яростной схватке сам Ионосьян истребил несколько фашистов. Взвод своими действиями обеспечил продвижение роты. На следующий день 13 июля в бою за деревню Белый Верх гвардии лейтенант Ионосьян снова отличился. На подступах к селу рота встретила упорное сопротивление. Семь автоматчиков во главе с офицером, зайдя в тыл противнику, нанесли внезапный удар. Предполагая, что они обойдены крупными силами, гитлеровцы покинули свои позиции и поспешно стали отступать. На плечах отступающего противника подразделение Ионосьяна ворвалось в деревню. Гвардейцами в этом бою были уничтожены 73 фашистских солдата и офицера, захвачен станковый пулемёт, три миномёта и склад с боеприпасами.
3 августа 1943 года в бою за город Карачев Орловской (ныне Брянской) области Ионосьян с небольшой группой бойцов снова пробрался в тыл врага и внезапным огнём вызвал панику среди фашистов. Его действия облегчили нашим наступающим частям освобождение города. Сам же офицер погиб в этом бою. Был похоронен на городском кладбище Карачева.
Указом Президиума Верховного Совета СССР от 27 августа 1943 года за образцовое выполнение заданий командования и проявленные мужество и героизм в боях с немецко-фашистскими захватчиками гвардии лейтенанту Ионосьяну Владимиру Абрамовичу присвоено звание Героя Советского Союза (посмертно).

## Награды
- Медаль «Золотая Звезда» Героя Советского Союза;
- орден Ленина;
- другие медали.